# 欧班·永利
欧班·永利（英語：Paris O’Brien；2000年4月15日—），中国、加拿大男子冰球运动员。出生于加拿大不列颠哥伦比亚省高贵林市。高191厘米（6英尺 3英寸）重181磅（82千克）。

## 经历
除了英文和简单的中文外，欧班永利还会说一点法语。6岁左右开始学习冰球，最开始时位置是一名滑行者。但在之后的练习和学习当中，偶然尝试了几次门将的角色，他便认定门将才是最适合位置。
当他被迈克基南招募加入昆仑红星组织时，他正在就读南三角洲中学。移居俄罗斯，并在2017-18赛季期间参加了俄罗斯青少年冰球联赛MHL的九场比赛。他还被拉脱维亚队的主教练鲍勃哈特利选中，作为球队在国际锦标赛期间的紧急守门员。下个赛季，重返MHL打了45场比赛，也被召回昆仑小职业队，KRS-BSU，三次进入最高冰球联赛。
过去几个赛季中欧班永利一直在昆仑鸿星俱乐部体系内的MHL以及VHL俱乐部成长。2022赛季终于在KHL首秀。加入中華人民共和國国籍入选国家队。2022年在国家队出战获得第12名。

## 家庭
欧班·永利从小在温哥华长大。母亲来自广东中山。